# Clavija colombiana
Clavija colombiana är en viveväxtart som beskrevs av B. Ståhl. Clavija colombiana ingår i släktet Clavija och familjen viveväxter. Inga underarter finns listade i Catalogue of Life.